# Cuore di pietra (telenovela)
Cuore di pietra (Tú o nadie) è stata una telenovela messicana realizzata nel 1985 da Televisa e trasmessa in Italia per la prima volta da Rete A ed in seguito dal circuito Odeon TV; dall'agosto 2010 è tornata in replica sul canale tematico di Sky Lady Channel. È ancora oggi considerata internazionalmente un "classico" del genere e vede tra gli autori l'italiana Maria Zarattini, artefice del successo di Anche i ricchi piangono, Cuore selvaggio, Il segreto.

## Versione italiana
Oltre al cambio di tutti i nomi dei protagonisti, la versione italiana è stata purtroppo caratterizzata da un adattamento poco fedele all'originale, con frasi talvolta completamente inventate, un inspiegabilie e costante inserimento di termini inglesi e francesi nei dialoghi dei personaggi (oltremodo fuoriluogo, data la forzata italianizzazione dei nomi dei personaggi) fino al macchiettistico accento veneto del padre della protagonista, assolutamente inadatto per una vicenda ambientata ad Acapulco. Tale adattamento approssimativo ha sicuramente danneggiato la serie, che comunque è stato un successo internazionale esportato in tutto il mondo.
La versione italiana vede in questa telenovela Lucía Méndez doppiata da Aurora Cancian che le ha prestato la voce anche in Viviana. La sigla originale Corazon de piedra è eseguita dalla stessa Lucía Méndez e ha dato origine al titolo italiano della serie.

## Trama
Massimo Albeniz e Alessandro Lombardo sono fratellastri. Max detesta il fratellastro perché suo padre, marito di sua madre Lorenza, ha lasciato tutta la sua fortuna al figlio Alessandro. Max escogita un piano per entrare in possesso di tutti i soldi di Alessandro sposando Elena, una ragazza di umili origini che vive nella città di Guadalajara con sua sorella e suo padre. Max sposa Elena sotto il nome di Alessandro per poi ucciderlo successivamente.
Max torna a casa quando il fratello parte per un viaggio d'affari per sabotare il suo aereo, e quando precipita comunica alla famiglia che Alessandro è morto. Max mostra il certificato di matrimonio di Alessandro, e contattano Elena per informarla dell' incidente.
Quando Elena arriva alla lussuosa villa di Acapulco,  crede ad un errore, poiché pensava di aver sposato un uomo della classe media. Di notte Max si presenta a lei che rimane sbalordita ma lui le spiega che ha dovuto inscenare tutto per riconquistare ciò che era suo di diritto, dipingendo Alessandro come un uomo spregevole ma negando la sua responsabilità sulla sua morte, e cerca di convincerla a stare al gioco, dopodiché quando lei erediterà, la sposerà per poi avere accesso alla fortuna. Elena si rifiuta, ma viene ricattata poiché Max sa che suo padre vendeva oggetti rubati e perché ha studiato il piano nei minimi dettagli per incolpare lei.
Alessandro però si salva dall'incidente e viene portato all'ospedale. Quando gli viene detto che ha una moglie, Antonio è un po' perplesso ma i medici diagnosticano un'amnesia. Quando Elena e il vero Alessandro si vedono per la prima volta, egli rimane affascinato dalla sua bellezza, con sgomento di Max poiché in realtà ama Elena, che inizia a fingere di essere veramente la moglie.
Tuttavia Alessandro sta bene ed intuisce ciò che è successo veramente e costringe Elena a dire la verità. Alessandro crede a lei che dice di essere stata all'oscuro di tutto e vuole cacciare di casa Max. I loro rapporti sono cordiali e finiscono per innamorarsi e vivere da marito e moglie.
L'ex amante di Alessandro, Maura,  con sua sorella,  organizzano un complotto contro Elena affinché si lasci con Alessandro, inventando un amante di lei di nome Rudy Argento, che inizia a telefonarle a villa Lombardo. Le chiamate ripetitive iniziano a turbare Alessandro che inizia ad avere dubbi riguardo la sincerità di Elena, ostacolata anche da Max, che finisce per lasciare la casa. Tuttavia lui è ancora innamorato di lei, e quando viene a sapere che Elena è incinta, vuole riportarla a casa. Max e i suoi complici Dick Tracy e Robert Tornell studiano un nuovo piano per eliminare Alessandro definitivamente, attirandolo su una nave per uccidere lui e l'uomo che si faceva chiamare Rudy Argento. I due riescono però a salvarsi tuffandosi in mare, avendo calato prima delle bombole di ossigeno e finiscono su un'isola deserta. Rudy Argento gli svela chi sono i suoi nemici che lo vogliono morto e iniziano a costruire una zattera.
Nel frattempo Alessandro viene dato per morto e Max gestisce le sue ricchezze, ma Elena ha forti sospetti che il responsabile sia lui.
Dopo alcuni mesi Alessandro e Rudy Argento riescono a ritornare ad Acapulco.
Alessandro si mette in contatto con i suoi amici per cercare vendetta personale contro il fratellastro. I due alla fine si confrontano con le pistole, Max rimane ucciso e i suoi complici arrestati.
Elena è sconvolta e decide di andarsene con la sua famiglia e sua figlia.
Tempo dopo riceve la visita di Lorenza che le chiede di dare un'altra possibilità ad Alessandro. Alla fine, ancora innamorati, si riuniscono.

## Curiosità
- Cuore di pietra ha avuto 3 remake: Acapulco cuerpo y alma (inedito in Italia), Acapulco Bay, trasmessa nel nostro Paese da TMC nel 1996 e Sortilegio, trasmesso in lingua originale nel 2011 dal canale SKY Lady Channel.
- Dato il grande successo ottenuto, i 2 protagonisti maschili Andrés García e Salvador Pineda hanno nuovamente lavorato insieme in ruoli da antagonisti anche nelle telenovele: Gli Indomabili e Il Magnate.